# Фаца-Лазешти (Алба)
Фаца-Лазешти (рум. Fața-Lăzești) насеље је у Румунији у округу Алба у општини Скаришоара. Oпштина се налази на надморској висини од 1107 m.

## Становништво
Према подацима из 2002. године у насељу је живело 96 становника, од којих су сви румунске националности.